# Leucotmemis albiventris
Leucotmemis albiventris är en fjärilsart som beskrevs av Walker 1854. Leucotmemis albiventris ingår i släktet Leucotmemis och familjen björnspinnare. Inga underarter finns listade i Catalogue of Life.